# تیرلسپاس
تیرلسپاس (به انگلیسی: Tyrrellspass) یک منطقهٔ مسکونی در ایرلند است که در County Westmeath واقع شده‌است.

## خصوصیات
تیرلسپاس ۷۱ متر بالاتر از سطح دریا واقع شده‌است.

## نگارخانه

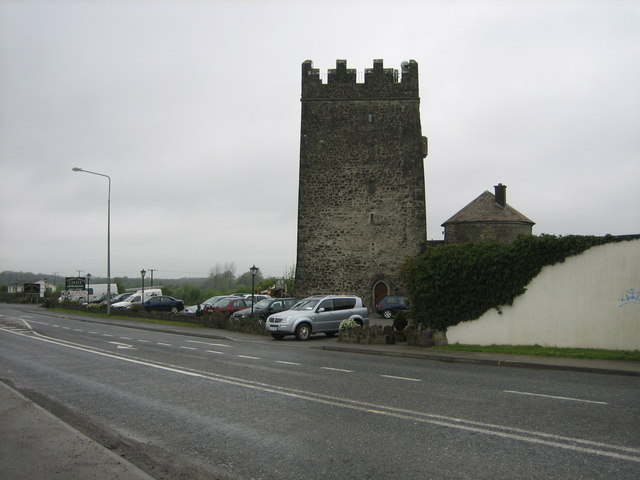
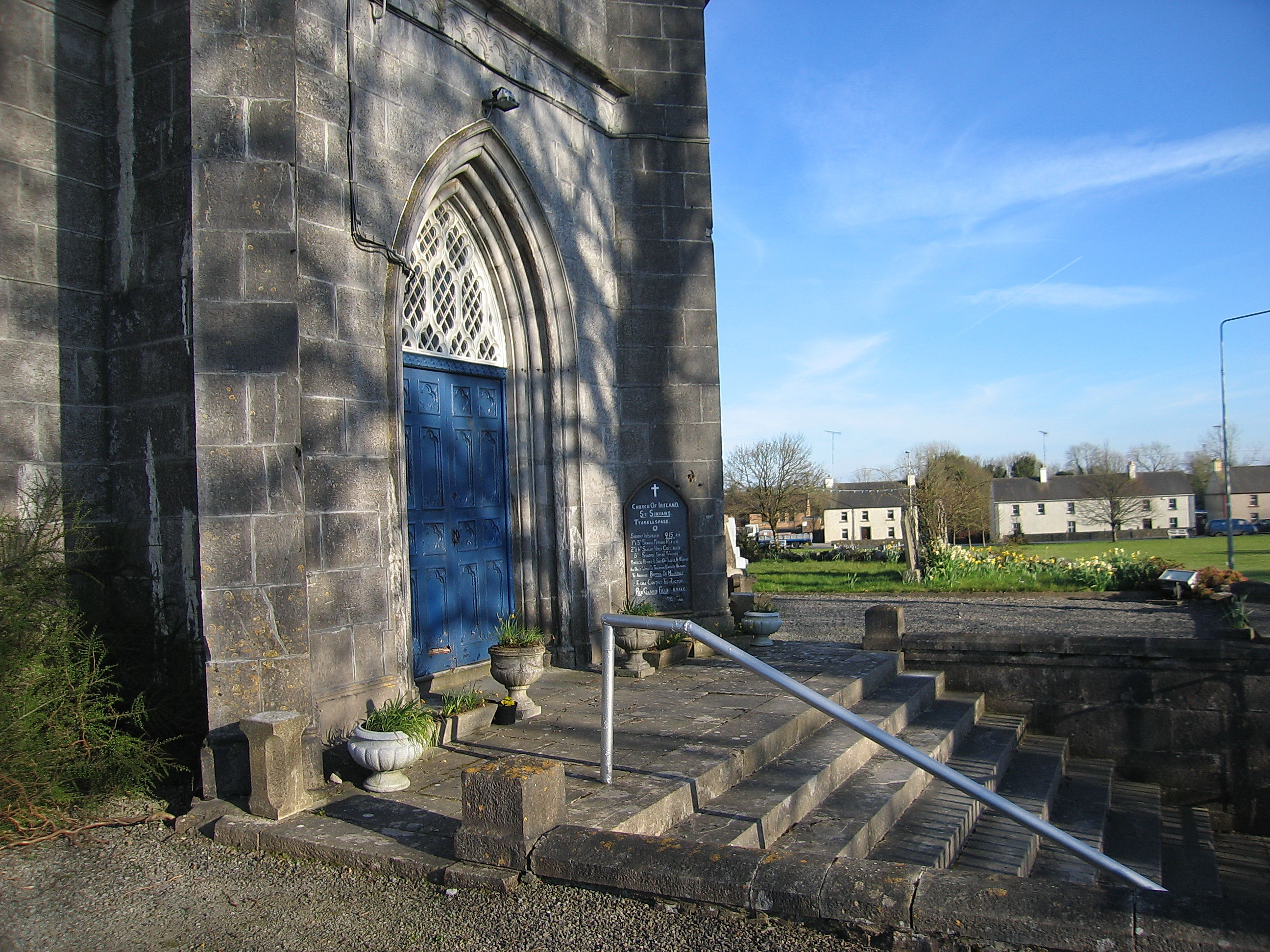
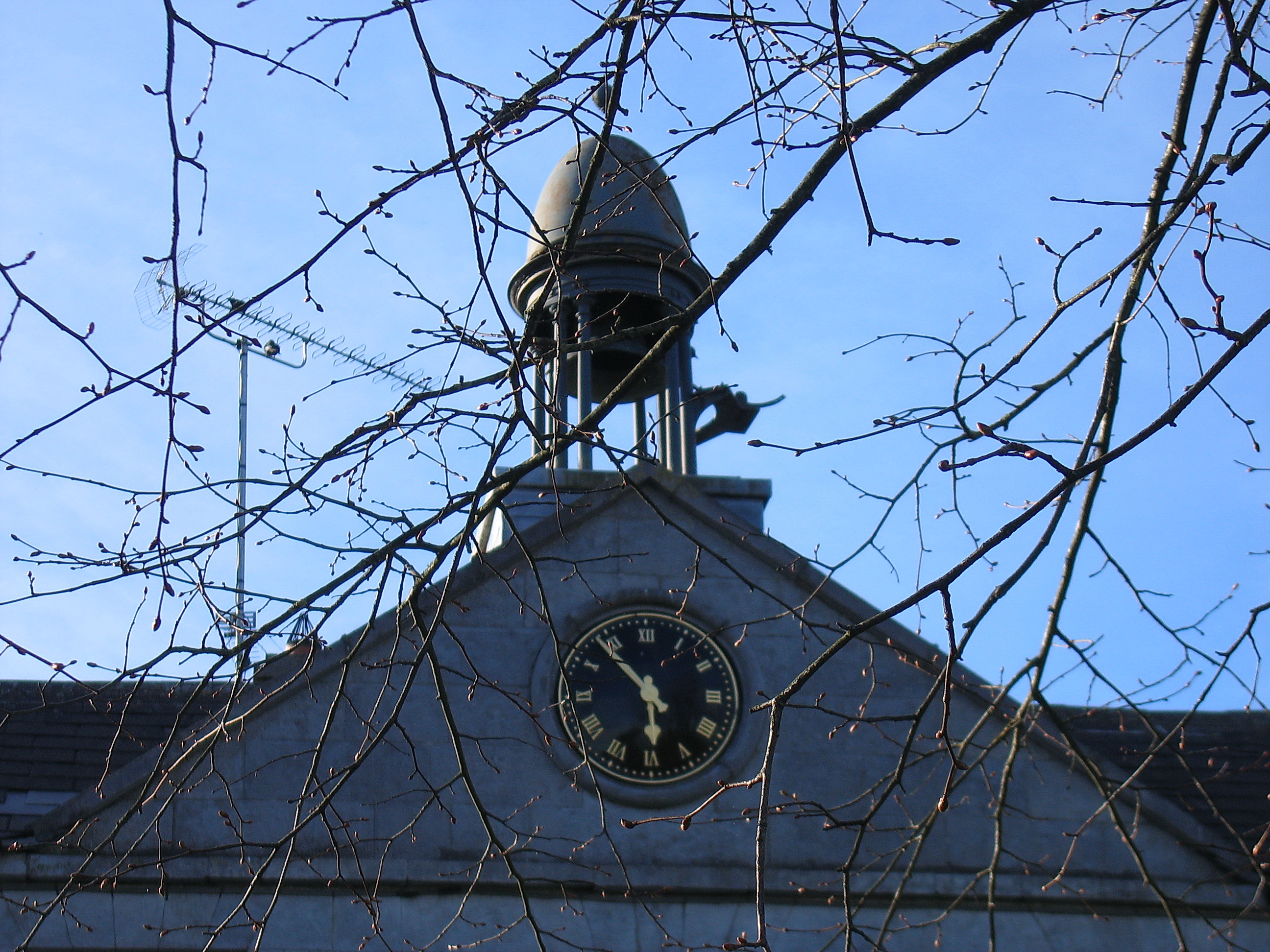
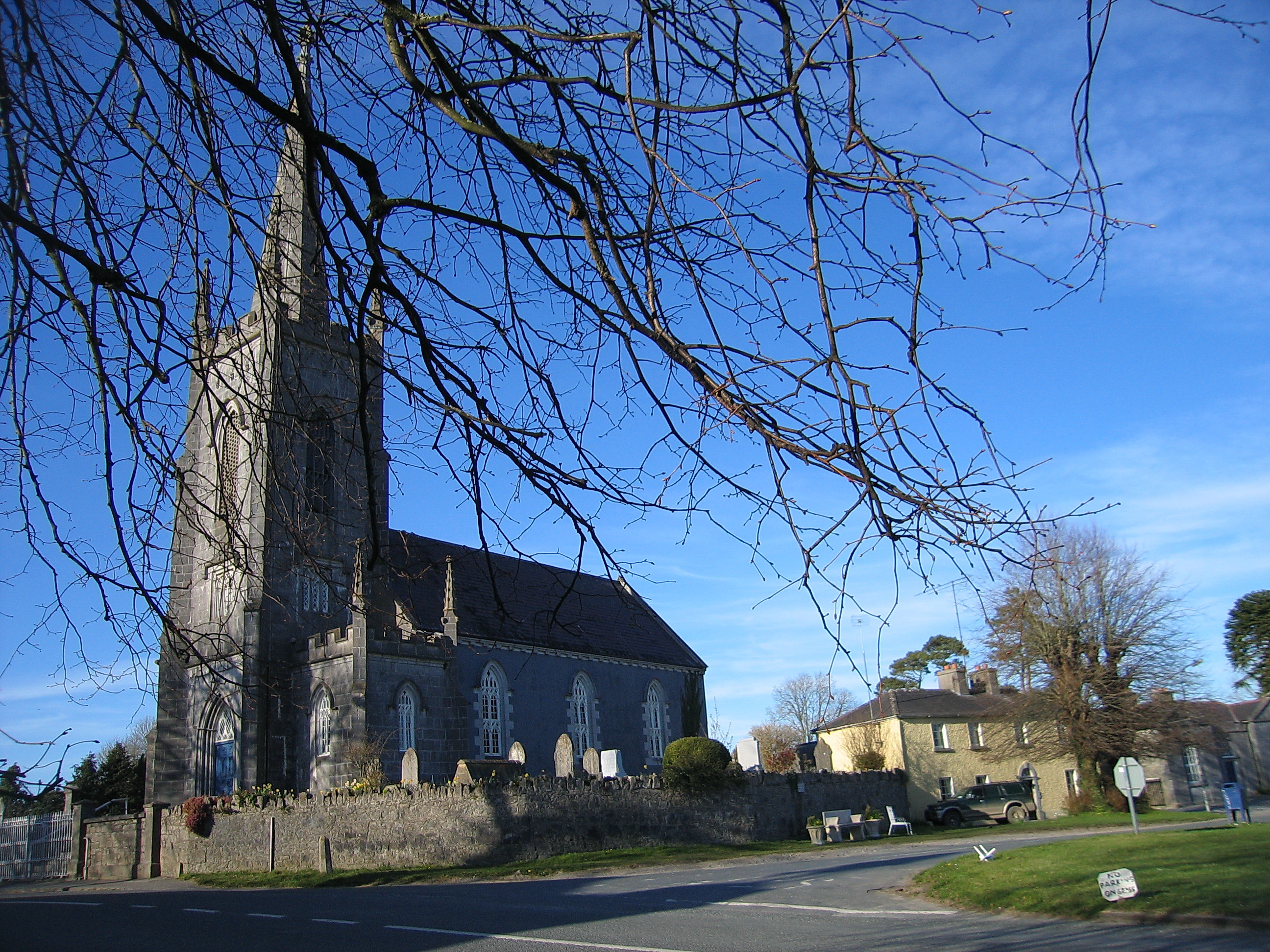